# Лонтов
Лонтов (слч. Lontov) насељено је мјесто са административним статусом сеоске општине (слч. obec) у округу Љевице, у Њитранском крају, Словачка Република.

## Становништво
| Година:    | 1994. | 2004.   | 2014.   | 2024.   |
| ---------- | ----- | ------- | ------- | ------- |
| Број људи: | 652   | 680     | 698     | 661     |
| Разлика:   |       | +4,29 % | +2,64 % | -5,30 % |

| Година:    | 2023. | 2024.   |
| ---------- | ----- | ------- |
| Број људи: | 657   | 661     |
| Разлика:   |       | +0,60 % |

Према подацима о броју становника из 2011. године насеље је имало 705 становника.